# لينا هاليداي
لينا هاليداي (بالإنجليزية: Lena Halliday)‏ هي ممثلة بريطانية (وحملت سابقاً جنسية المملكة المتحدة لبريطانيا العظمى وأيرلندا)، ولدت في 1882، وتوفيت في 1937.

## وصلات خارجية
- لينا هاليداي على موقع IMDb (الإنجليزية)